# Najwa Nimri
Najwa Nimri Urrutikoetxea  (Pamplona, 14 de fevereiro de 1972) conhecida como Najwa Nimri, é uma atriz, cantora e compositora espanhola de ascendência jordana-espanhola.

## Biografia
De pai jordaniano e mãe espanhola, quando criança, mudou-se para Santutxu (Bilbau) e atualmente vive em Madrid. Ela ficou conhecida como atriz graças ao seu papel em Salto al vacío, o primeiro filme do cineasta nascido em Barcelona Daniel Calparsoro. Quanto à sua carreira musical, antes de sua primeira incursão na tela, Najwa Nimri cantou como parte do coro Respect (música soul) e Clan Club (jazz) e depois formou o grupo Najwajean com Carlos Jean. Com essa formação, editou No Blood (1998), Selection (2002), Ten Years After (2007) e Till It Breaks (2008), além das trilhas sonoras de Asfalto, Guerreros e 20 centímetros. O álbum No Blood inclui o conhecido single Dead for you, que é a melodia do programa de cinema espanhol Versión Española do canal Televisión Española. Ela sozinha publicou Carefully (2001), Mayday (2003) e Walkabout (2006) com suas respectivas edições especiais.
Em 2010 lançou o primeiro álbum totalmente em espanhol de sua carreira solo, titulado El último primate, que contou com a produção de Najwa e Alfonso Pérez, além da colaboração de Raúl Santos. Em 2012 publicou o álbum Donde Rugen los Volcanes, no qual retomou a parceria com Raúl Santos, com sonoridade inspirada no eletrônico minimalista, que adquiriu maior destaque diante da atmosfera predominantemente acústica dos trabalhos anteriores. Todas as músicas do álbum, foram cantadas em espanhol. No final de abril do mesmo ano, Najwa lançou o videoclipe de Donde rugen los volcanes, o primeiro single do álbum, filmado na ilha de Lanzarote, sob a direção de Virgili Jubero. Em 2014, ela publicou seu último trabalho, intitulado Rat Race, o álbum é composto por dez peças de música eletrônica, dançáveis, criadas com Matías Eisen e Didi Gutman (Brazilian Girls).
Apesar de ter estudado atuação, Najwa só havia trabalhado em um curta-metragem de Santiago Segura. Foi quando o diretor Daniel Calparsoro (com quem se casou) pediu que ele desse um Salto al vacío, nome do filme que ela interpretaria junto a ele. Ela continuou sua carreira cinematográfica com Alejandro Amenábar, que se juntou a Penelope Cruz e Eduardo Noriega em Abre los ojos, no mesmo papel que Cameron Díaz, mais tarde, faria na versão americana. Isso foi seguido por trabalhos como atriz em Blindness novamente com Daniel Calparsoro; Los amantes del círculo polar, Lucía y el sexo e Habitación en Roma, de Julio Medem; El método de Marcelo Piñeyro; Mataharis e También la lluvia de Icíar Bollaín; e Verbo de Eduardo Chapero-Jackson.
Na terceira semana de fevereiro de 2014, foi a capa da revista Interviú. Também naquele ano, ela reencontra Carlos Jean novamente em junho para oferecer um concerto no Día de la Música Matadero Madrid. Eles decidiram fazer uma turnê Najwajean que começou em 2015.
Em 2015, ela estreou na televisão, interpretando Zulema Zahir, a principal antagonista da série de gênero carcerário Vis a Vis, produzida pela Globomedia para a Antena 3, em suas duas primeiras temporadas, e para a FOX Espanha, nas duas últimas. Em 2017, ela subiu ao palco com o musical sobre vampiros Drac Pack.
Em 2018, ela protagoniza Quién te cantará (Carlos Vermut), pelo qual, ela foi indicada ao Prémios Goya na categoria de Melhor Protagonista de Interpretação Feminina, e repetindo com Julio Medem em El árbol de la sangre.
Em 2019, ela se junta ao elenco da série La Casa de Papel (Netflix), na qual dá vida à Inspetora Alicia Sierra. Ela estreou sua participação, atuando novamente como Zulema Zahir, juntamente com a participação de Maggie Civantos, novamente como Macarena Ferreiro, em Vis a Vis: El Oasis, spin-off fora da série Vis a Vis, que consistiu em 8 episódios e estreou na FOX Espanha em abril de 2020 e em 31 de julho de 2020 na Netflix.
Em 2020, ela lançou o álbum Viene de Largo, com a colaboração de Josh Tampico. O álbum contém dez músicas, uma delas sendo Lento (2019). Em breve, ela lançará Pan Pan e Miracomovan.

## Discografia

### Com Carlos Jean no grupo Najwajean
- 1998: No Blood
- 2000: Asfalto (BSO)
- 2002: Selection
- 2002: Guerreros (BSO)
- 2007: 10 Years After
- 2008: Till it breaks
- 2015: Bonzo

### Solo
- 2001: Carefully
- 2003: Mayday
- 2006: Walkabout
- 2010: El último primate
- 2012: Donde rugen los volcanes
- 2014: Rat Race
- 2020: Viene de largo
- 2021: ama

### Compilados
- 2020: Hey boys, girls. Coleção definitiva

## Filmografia

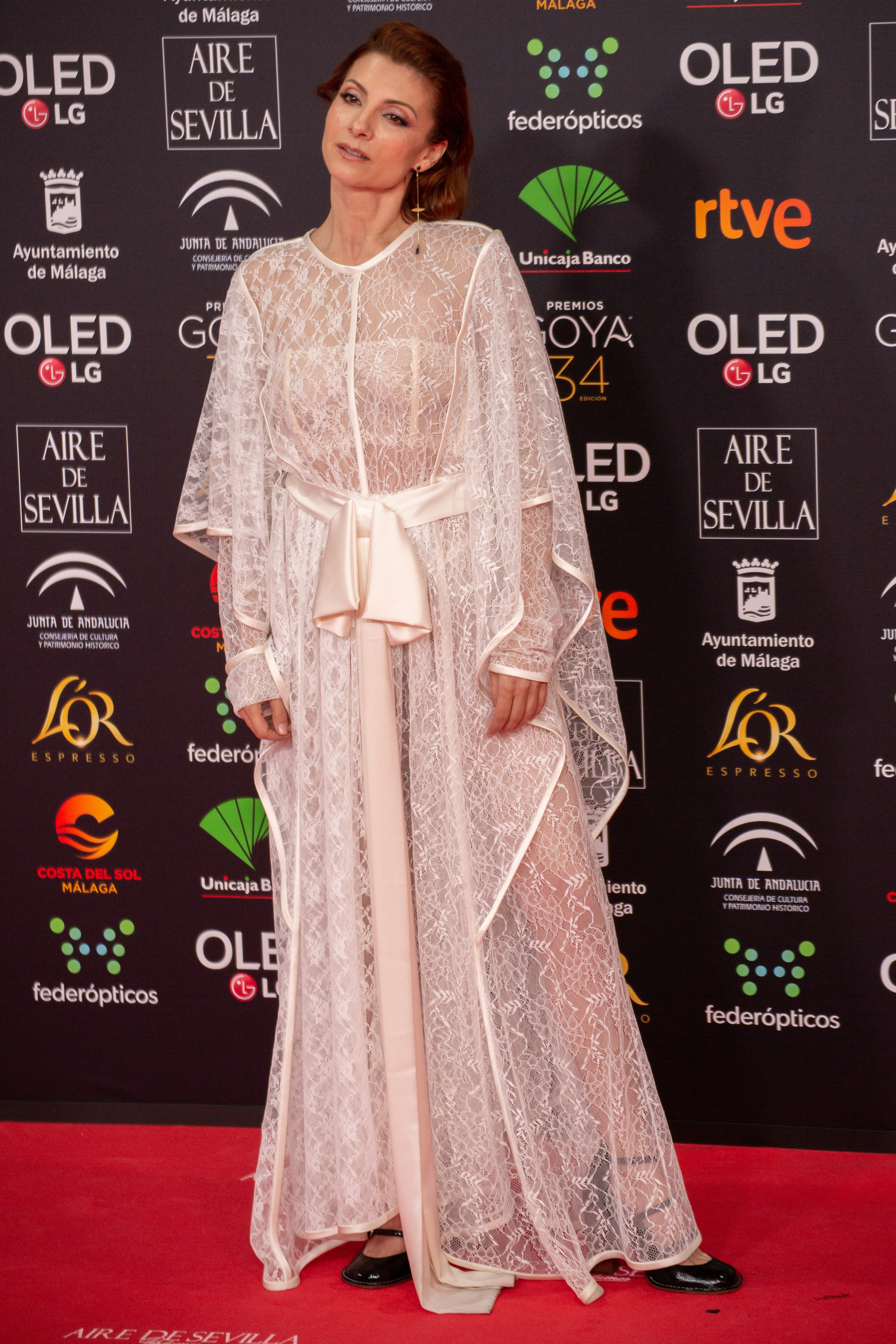
Goya Cinema Awards 2020 - Red Carpet

### Cinema
| Ano  | Título                         | Personagem         | Diretor                                   |
| ---- | ------------------------------ | ------------------ | ----------------------------------------- |
| 1995 | Salto al vacío                 | Álex               | Daniel Calparsoro                         |
| 1996 | Pasajes                        | Gabi               | Daniel Calparsoro                         |
| 1997 | Abre los ojos                  | Nuria              | Alejandro Amenábar                        |
| 1997 | A ciegas                       | Marrubi            | Daniel Calparsoro                         |
| 1998 | Los amantes del Círculo Polar  | Ana (jovem)        | Julio Medem                               |
| 1998 | 9'8m/s²                        | "Ella"             | Alfonso Amador e Nicolás Méndez           |
| 1999 | The Citizen                    |                    | Jay Anania                                |
| 2000 | Guerreros                      |                    | Daniel Calparsoro                         |
| 2000 | Asfalto                        | Lucía              | Daniel Calparsoro                         |
| 2001 | Fausto 5.0                     | Julia              | Isidro Ortiz, Álex Olle e Carlos Padrissa |
| 2001 | Antes que anochezca            | Fina Zorilla Ochoa | Julian Schnabel                           |
| 2001 | Lucía y el sexo                | Elena              | Julio Medem                               |
| 2002 | Piedras                        | Leire              | Ramón Salazar                             |
| 2003 | Utopía                         | Ángela             | María Ripoll                              |
| 2003 | La reina del bar Canalla       | Linda              | Daniel Azancot                            |
| 2004 | A + (Amas)                     | Dam                | Xabier Ribera                             |
| 2004 | Agents secrets                 | María Menéndez     | Frédéric Schoendoerffer                   |
| 2005 | El método                      | Nieves             | Marcelo Piñeyro                           |
| 2005 | 20 centímetros                 | "La Conejo"        | Ramón Salazar                             |
| 2006 | Trastorno                      | Natalia            | Fernando Cámara                           |
| 2006 | Las vidas de Celia             | Celia              | Antonio Chavarrías                        |
| 2007 | Mataharis                      | Eva                | Icíar Bollaín                             |
| 2007 | Oviedo Express                 | Bárbara            | Gonzalo Suárez                            |
| 2010 | Todo lo que tú quieras         | Marta              | Achero Mañas                              |
| 2010 | Route Irish                    | Marisol            | Ken Loach                                 |
| 2010 | Habitación en Roma             | Edurne             | Julio Medem                               |
| 2011 | Verbo                          | Inés               | Eduardo Chapero-Jackson                   |
| 2012 | The Wine of Summer             | Ana                | Maria Matteoli                            |
| 2013 | 10.000 noches en ninguna parte | Claudia            | Ramón Salazar                             |
| 2018 | Quién te cantará               | Lila               | Carlos Vermut                             |
| 2018 | El árbol de la sangre          | La Maca            | Julio Medem                               |

### Televisão
| Ano                      | Título                    | Personagem           | Canal                 | Notas                            |
| ------------------------ | ------------------------- | -------------------- | --------------------- | -------------------------------- |
| 2015 - 2016, 2018 - 2019 | Vis a vis                 | Zulema Zahir         | Antena 3 / FOX España | 40 episódios                     |
| 2018                     | Feliz Halloween           | Zulema Zahir         | FOX España            | Especial                         |
| 2019 - 2021              | La casa de papel          | Alicia Sierra Montes | Netflix               | 24 episódios (parte 3 - parte 5) |
| 2020                     | Vis a vis: El Oasis       | Zulema Zahir         | FOX España            | 8 episódios                      |
| 2021                     | Insiders                  | Apresentadora        | Netflix               | 2 temporadas                     |
| 2022 - 2023              | Sagrada Familia           | Julia Glória         | Netflix               | 16 episódios (2 temporadas)      |
| 2023                     | 30 Monedas                | Haruka               | HBO Max               | 8 episódios (2 temporada)        |
| 2023                     | La casa de papel - Berlim | Alicia Sierra Montes | Netflix               | 8 episódios                      |

### Outros
| Ano  | Título                       | Personagem         | Tipo                  | Notas                      |
| ---- | ---------------------------- | ------------------ | --------------------- | -------------------------- |
| 2019 | Call of Duty: Modern Warfare | Kate Laswell (voz) | Videogame             | Dublagem em espanhol       |
| 2020 | Vis a Vis: La cara B         | Zulema Zahir (voz) | Audiolivro de Audible | Protagonista, 10 episódios |

## Teatro
- Antígona de Jean Anouilh (2013), dirigida por Rubén Ochandiano.[7]
- Drac Pack (2016), espectáculo musical escrito por Najwa Nimri.[8]

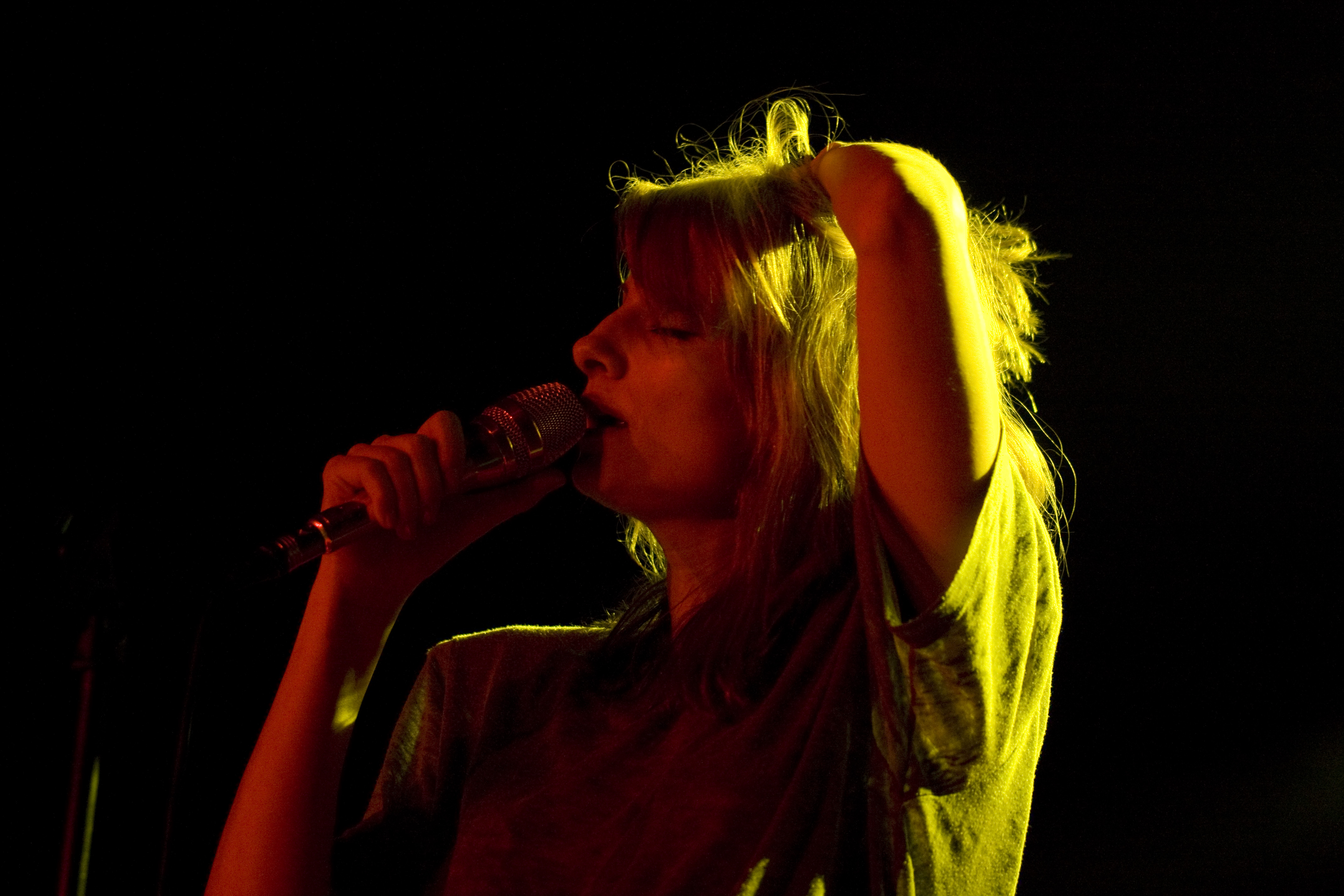
Nimri em um concerto em 2010.

## Publicidade
- Anúncio da ONCE (1999)
- Campanha de 75 anos do RENFE (2016)
- Anúncio Euskaltel (2016)
- Anúncio do canal de televisão TEN (2016)
- Anúncio perfume Adolfo Domínguez ÚNICA (2017)
- Imagem da Desigual (coleção AW19 com cápsulas desenhadas por Christian Lacroix)
- Publicidade para a Chanel (Festival de Málaga, 2018)

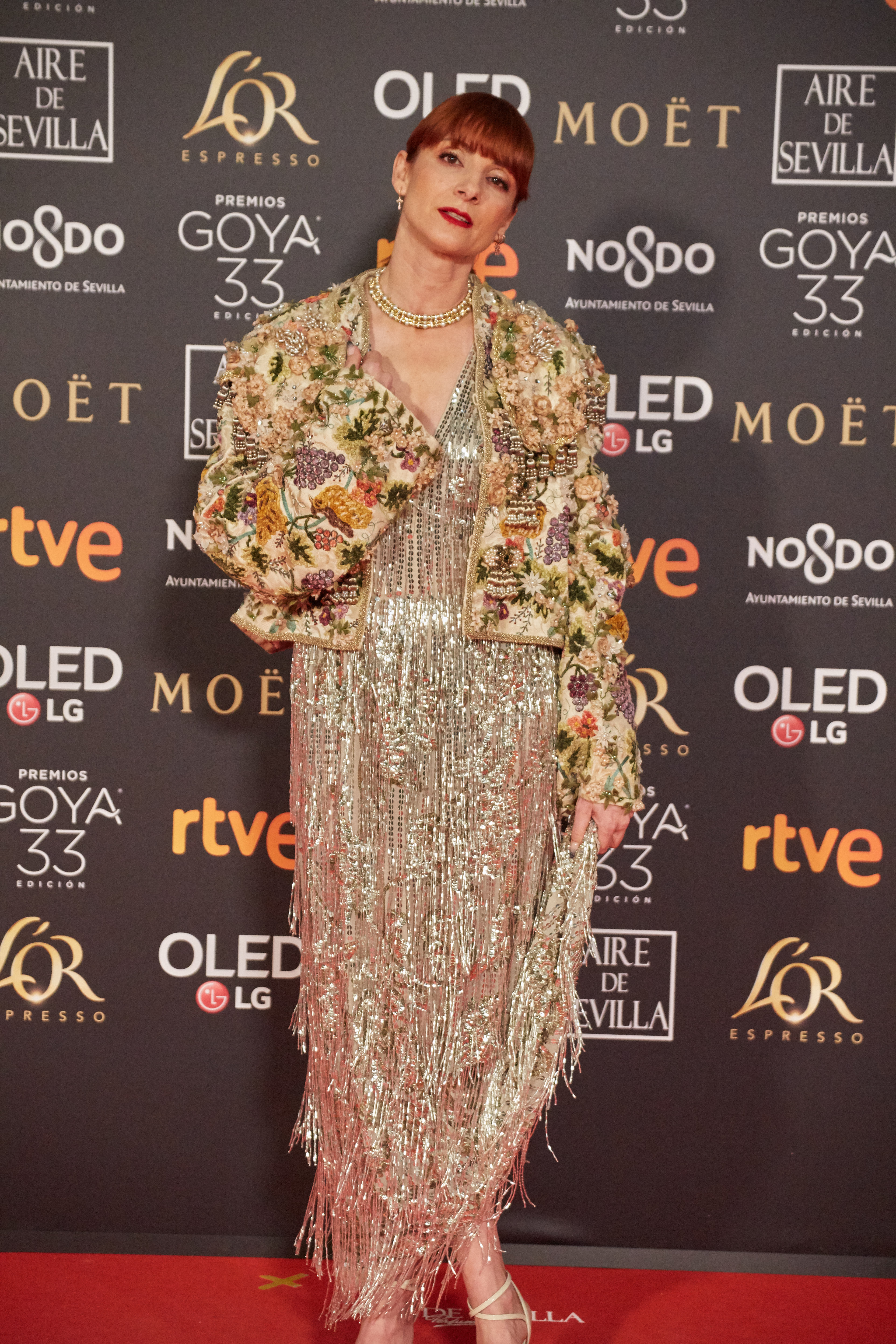
Nimri nos Prêmios Goya 2019.